# Будинок Гундертвассера
Будинок Гундертвассера або Віденський будинок мистецтв (нім. Hundertwasserhaus) — це житловий будинок у Відні, Австрія, побудований за ідеєю та концепцією австрійського художника Фріденсрайха Гундертвассера (співавтор Йозеф Кравіна). Цей експресіоністський будинок розміщений в районі Ляндштрассе (Landstraße) на розі Кегельґассе (Kegelgasse) і Левенґассе (Löwengasse). У будинку є 52 квартири, 4 офіси, 16 приватних і 3 загальні тераси, а також приблизно 250 дерев і чагарників.
Підлога будинку є нерівною, зовнішні стіни яскраво прикрашено кольоровими та сріблястими кахлями, різнобарвними колонами, куполами та деревами, які ростуть із вікон, на балконах та на даху. Невелику частину будинку оформлено типово, без звичних для Гундертвассера прикрас. Внутрішні стіни будинку відкрито для графіті та оформлення самими мешканцями. У будинку розташовано житлові приміщення, кабінет лікаря, зимовий сад, пральня, кімната для дітей, кав'ярня, ресторан та магазини. Гундертвассергаус є третьою за відвідуваністю туристичною пам'яткою Австрії після Шенбрунна та Зальцбурга.
Це житловий будинок, у якому різні вікна, хвиляста підлога і у кожній квартирі живе дерево. Архітектор вважав, що ваш дім це друга шкіра, тому що це саме те, що постино нас оточує тому ваша квартира має бути витвором мистецтва (але у Відні така архітектура в стилі Гауді не прижилась).

## Галерея

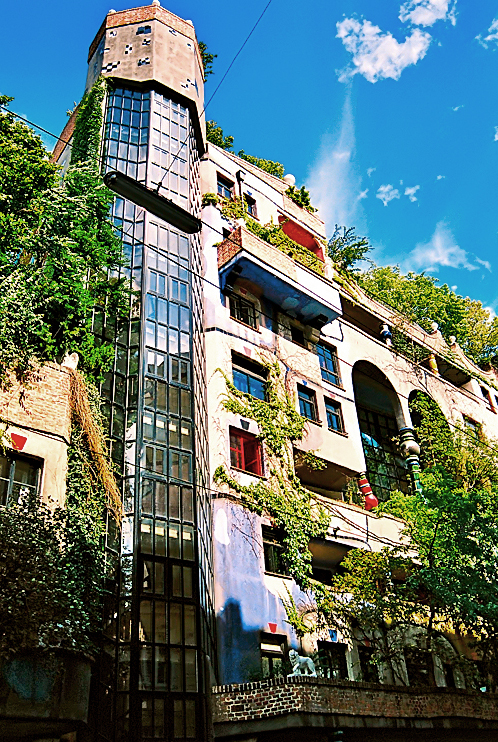
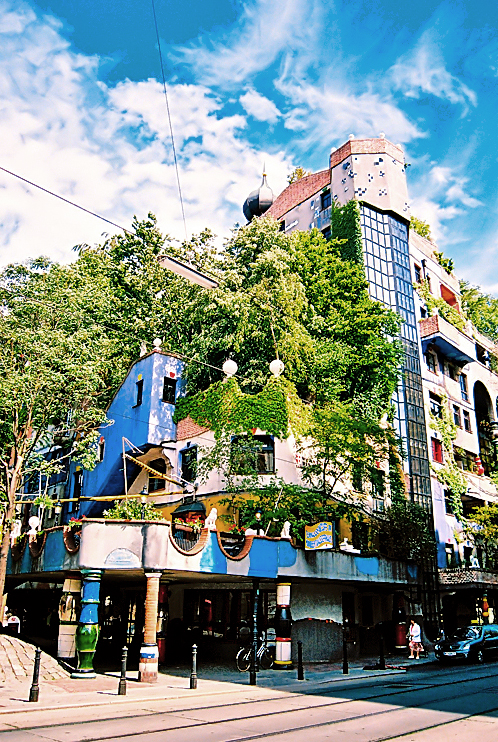
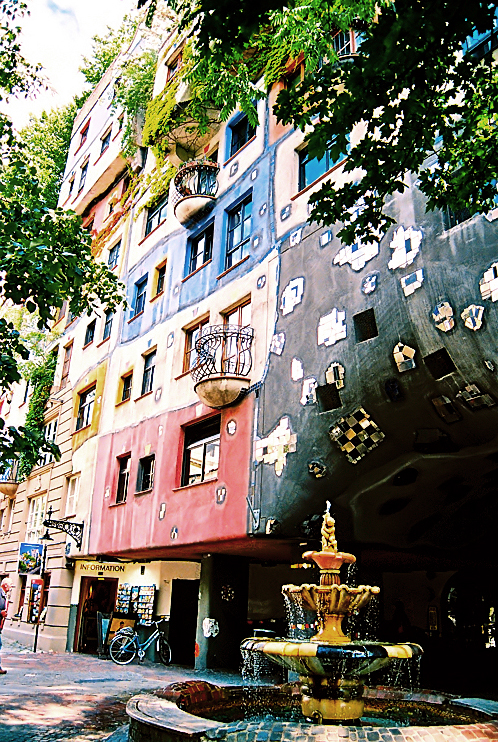
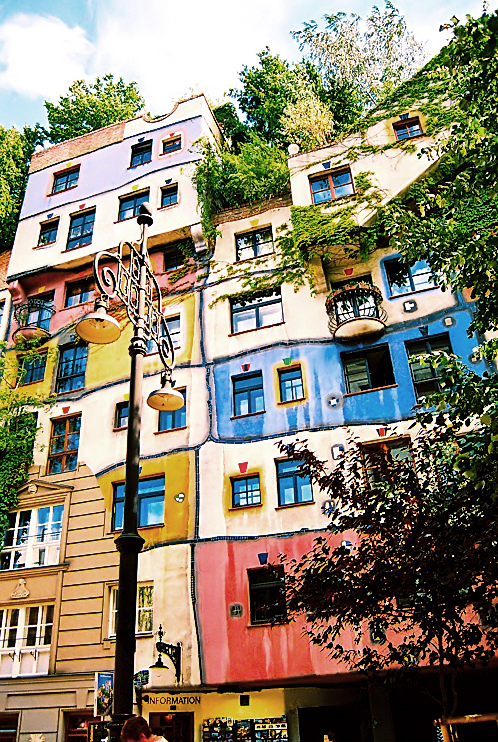